# 穆雷 (犹他州)
穆雷（英文：Murray），是美国犹他州盐湖县下属的一座城市。建市于 1848年，面积大约为12.29平方英里（31.8平方公里），海拔约为4,301英尺（1,311米）。根据2010年美国人口普查，该市有人口46,746人。